# Víctor Juanas
Víctor Juanas Uriol (Madrid, 22 de abril de 1939-Ibídem, 2 de diciembre de 2016) fue un futbolista español que jugaba en la demarcación de extremo derecho.

## Biografía
Debutó como futbolista con el RSD Alcalá en 1958, donde jugó tan solo una temporada antes de marcharse al Atlético de Madrid, aunque no llegó a disputar ningún partido. Juanas se fue en calidad de cedido al CD Badajoz, y tras el descenso de categoría del equipo se marchó a la UD Las Palmas. Llegó a la UD Las Palmas procedente del Atlético de Madrid en la temporada 1960/61, permaneciendo dos campañas en el conjunto amarillo y disputando un total de 30 partidos con la elástica amarilla (24 de Liga y 6 de Copa), anotando un gol. Debutó a las órdenes del entrenador Casimiro Benavente el 11 de septiembre de 1960 en un Cádiz 2-0 Las Palmas. También jugó para el Real Jaén y para el Cádiz CF. Finalmente en 1964 el Atlético de Madrid acabó traspasando a Juanas al CD Atlético Baleares, donde jugó otro año. Finalmente, y durante cuatro años, jugó para el Highlands Park FC, donde se retiró como futbolista en 1969.

## Muerte
Falleció el 2 de diciembre de 2016 en Madrid a los 77 años de edad. 'Juanas' dejó esposa, Patricia, a la que conoció en Sudáfrica en su última etapa como futbolista profesional (donde coincidió con Aparicio y el guardameta Foria) y a dos hijos, Mónica y Jorge.

## Clubes
| Club                 | País      | Año       | Partidos | Goles |
| -------------------- | --------- | --------- | -------- | ----- |
| RSD Alcalá           | España    | 1958-1959 |          |       |
| Atlético de Madrid   | España    | 1959      | 0        | 0     |
| CD Badajoz           | España    | 1959-1960 | 10       | 2     |
| UD Las Palmas        | España    | 1960-1962 | 24       | 2     |
| Real Jaén            | España    | 1962-1963 | 25       | 4     |
| Cádiz CF             | España    | 1963-1964 | 6        | 0     |
| CD Atlético Baleares | España    | 1964-1965 |          |       |
| Highlands Park FC    | Sudáfrica | 1965-1969 |          |       |